# HIP 113028
HIP 113028 ou HD 216503 é uma estrela da constelação de Aquarius.
É uma estrela do Tipo Espectral A2 com uma magnitude aparente de aproximadamente 7,01, estando a 354,90 anos-luz da Terra.